# Брати солдати Сюзани
«Брати солдати Сюзани» (англ. The Soldier Brothers of Susanna) — американська короткометражна військова драма режисера Джорджа Мелфорда 1912 року.

## У ролях
- Генрі Галлам — батько
- Гел Клементс — Джон, старший брат
- Гай Кумбс — Джо, молодший брат
- Анна Нільссон — Сюзана, сестра
- Еліс Джойс
- Джордж Мелфорд
- Джек Конуей
- Рут Роланд
- Міріам Купер
- Гелен Ліндрот